# Közlekedési balesetek áldozatainak emlékműve (Prága)
A közlekedési balesetek áldozatainak prágai emlékműve Csehországban, a D1-es autópálya nulladik kilométerénél, Prága Chodov városrészében áll. Az emlékművet a Közlekedési Balesetek Áldozatainak Csehországi Szövetsége (csehül: České sdružení obětí dopravních nehod) emelte 2006-ban.